# Stjepan Božić
Stjepan Božić (født 23. oktober 1974 i Brežice, Slovenien) er en kroatisk supermellemvægtsbokser. Han vandt WBA’s interkontinentale titel mod danske Lolenga Mock
Efter flere forsvar af WBA’s interkontinentale titel fik Božić en chance for at bokse om WBA verdensmesterskabstitel og tabte til Dimitri Sartison via TKO i 6. omgang.
Han har udover dette bokset og tabt til bemærkelsesværdige navne som Arthur Abraham, James DeGale, Fedor Chudinov og Tyron Zeuge.